# Siemimił
Siemimił, Siemmił – staropolskie imię męskie, złożone z członów Siem(i)- (psł. *sěmьja ma m.in. znaczenia "rodzina, ród; czeladź, służba, własność") i -mił ("miły"). Imię to oznacza "miły swojej rodzinie".